# 文殊菩萨
文殊菩萨（悉曇文：𑖦𑖗𑖿𑖕𑖲𑖫𑖿𑖨𑖱），又称文殊师利菩萨、曼殊室利菩萨、闻随师离菩萨，中国佛教四大菩萨之一，释迦牟尼佛的左胁侍菩萨，代表智慧。因德才超群，居菩薩之首，故稱法王子。文殊菩薩的名字意譯為“妙吉祥”、“妙乐”（英文：Gentle Glory）；，音译爲“文殊”或“曼殊”，意為美妙、雅致，音译爲“师利”或“室利”，意為吉祥、美觀、莊嚴。故亦称妙吉祥菩萨。
文殊在佛教中是智慧的象征，其注重一切般若，被称智慧第一。文殊在造像中，文殊作为胁侍位於释迦佛的左侧，与释迦牟尼佛、普贤菩萨并称為華嚴三聖。

## 在佛教的地位
在佛教中，文殊菩萨被视为三世古佛、七佛之師。《聖無動尊大威怒王秘密陀羅尼經》云：“妙吉祥菩薩，是三世覺母。”根据佛教经典，文殊菩薩於無量阿僧祇劫前早已成佛，是空寂世界的“大身如來”、平等世界的“龍種上如來”，現在世為“歡喜藏摩尼寶積如來”。在燃燈佛將成佛時，倒駕慈航為“妙光菩薩”，為燃燈佛說法，如今化現為菩薩，協助釋迦牟尼佛度化眾生。
未來文殊師利還要在無垢世界成佛，號“普現如來”，故文殊師利菩薩是三世古佛。文殊在往昔時，曾為七佛之師；《處胎經》云：「昔為能仁師，今為佛弟子。二尊不並立，故我為菩薩。」义為「古佛乘願再來，助佛渡众。」
妙吉祥於古印度舍衛國誕生時，出現十種吉祥之瑞兆：一、光明滿室，二、甘露盈庭，三、地湧七珍，四、神開伏藏，五、雞生鳳子，六、豬誕龍豚，七、馬產麒麟，八、牛生白澤，九、倉變金粟，十、象具六牙；故稱為妙吉祥。佛经曾记载文殊啟發善財童子一路向南与善知識参学，又教化龍女八歲成佛，及領導阿難尊者於鐵圍山結集大乘經藏。
文殊菩萨本來早已成佛，指導的弟子很多已成佛，所以經中常稱祂為佛母、諸佛之師。但為方便教化，利益眾生，現乃倒駕慈航，化作菩薩，一方面協助釋迦牟尼佛弘法利生，一方面與普賢、觀音、地藏等诸大菩萨普度眾生。
汉传佛教中称文殊、普賢、觀音、地藏为“四大菩萨”。唐朝大曆四年（769年），唐代宗因不空三藏之請，令天下伽藍食堂，除賓頭盧羅漢外，別置文殊菩薩像為上座。
文殊菩萨的造像一般是天人衣著，頂結「五髻」或者戴「五佛冠」表佛五智，骑青獅表示威嚴勇猛；相传著名的滄州鐵獅子（又名：镇海吼），本來也是鑄造為文殊菩薩座騎。持剑或手持如意。或藏傳佛教中文殊菩薩多作一手持經典，一手執寶劍相貌，寶劍象徵能斬斷一切無明煩惱。
文殊菩薩化身無窮無盡，今日常見者有：紅黃文殊（紅文殊、黃文殊）、黑文殊、白文殊、四臂文殊、五髻文殊、八髻文殊、僧形文殊、孺童文殊、如意文殊、无垢文殊、華嚴文殊（五字真言文殊）、獅子吼文殊等。

五台文殊菩萨
孺童文殊
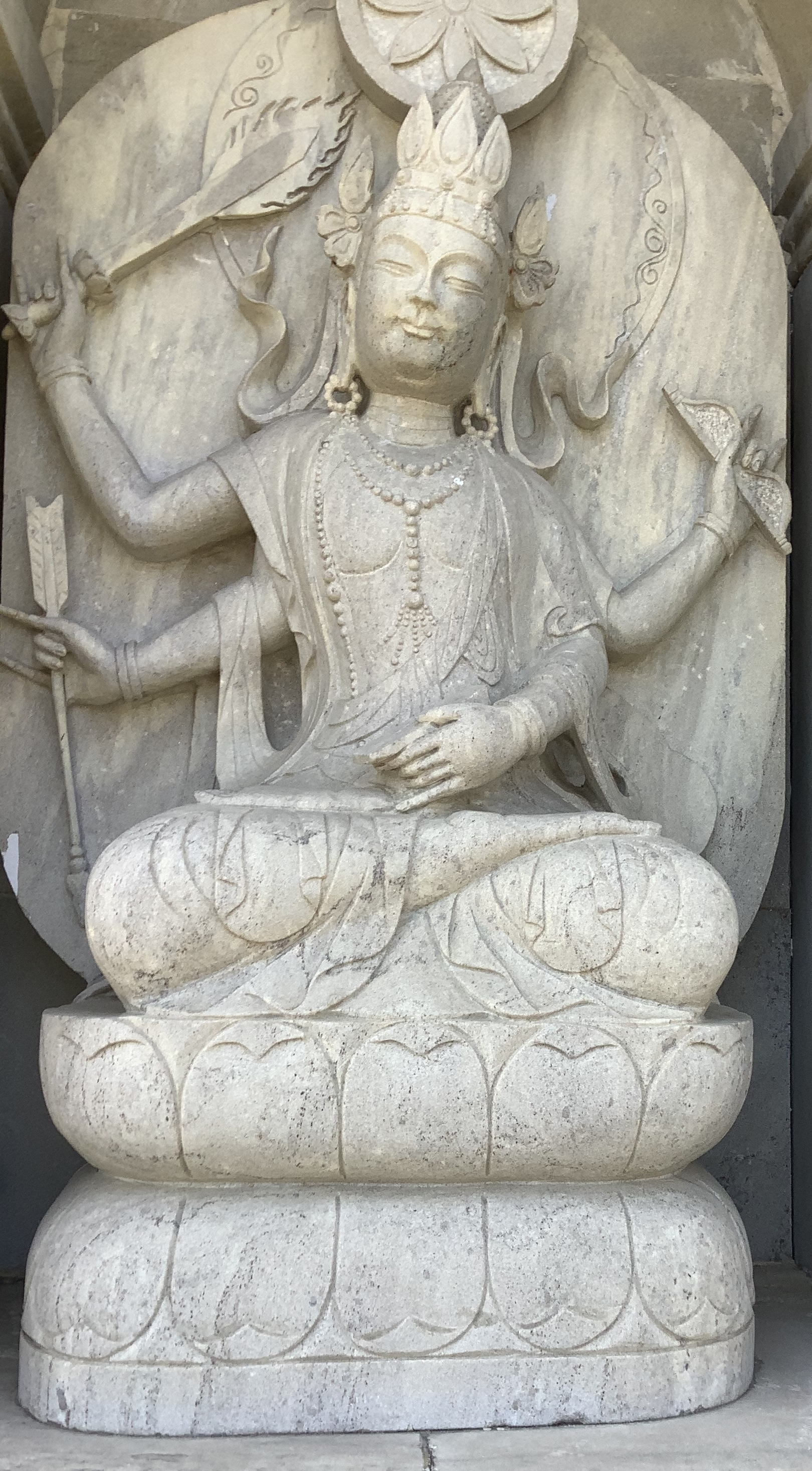
聪明文殊
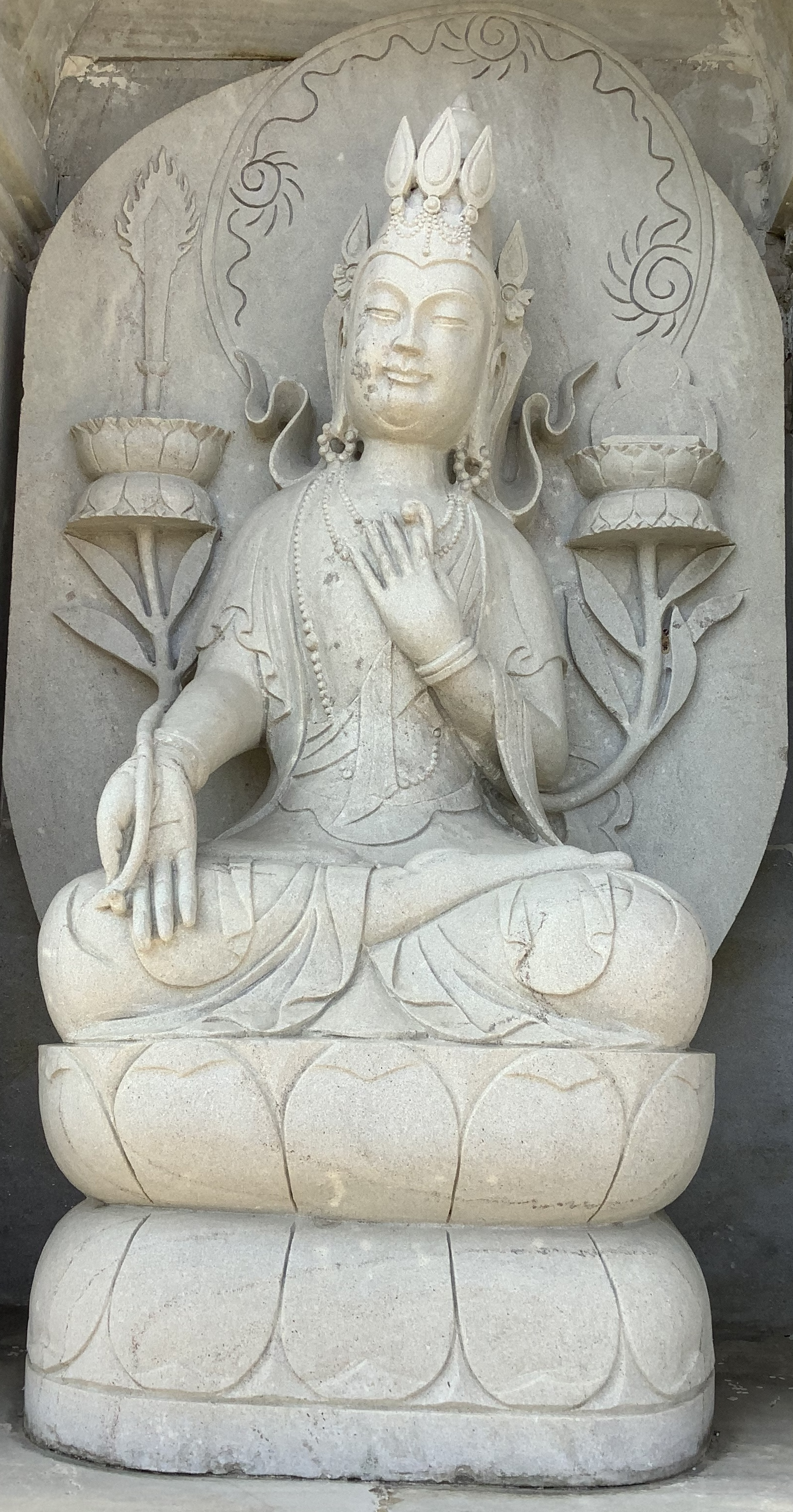
智慧文殊
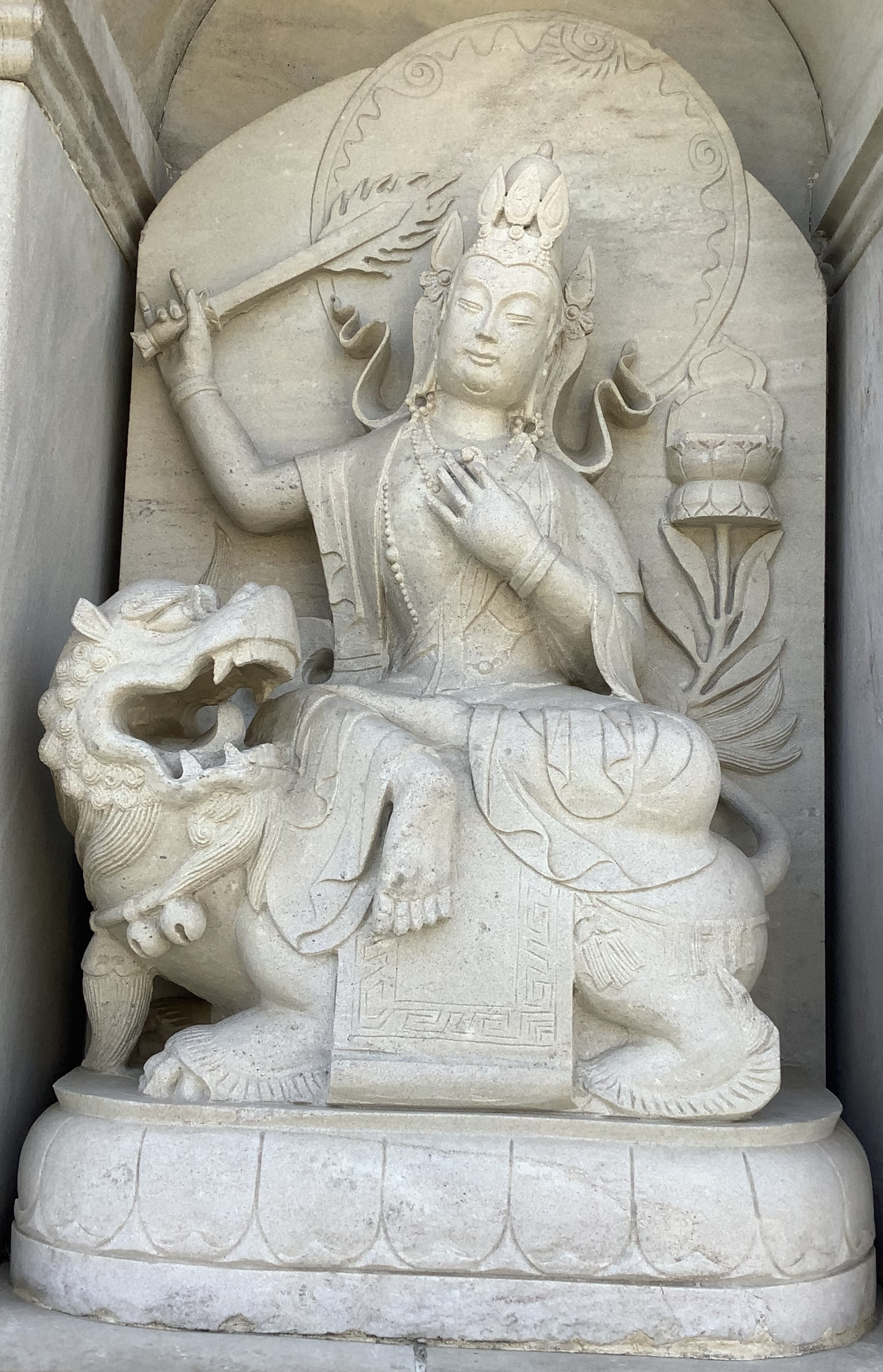
狮子吼文殊
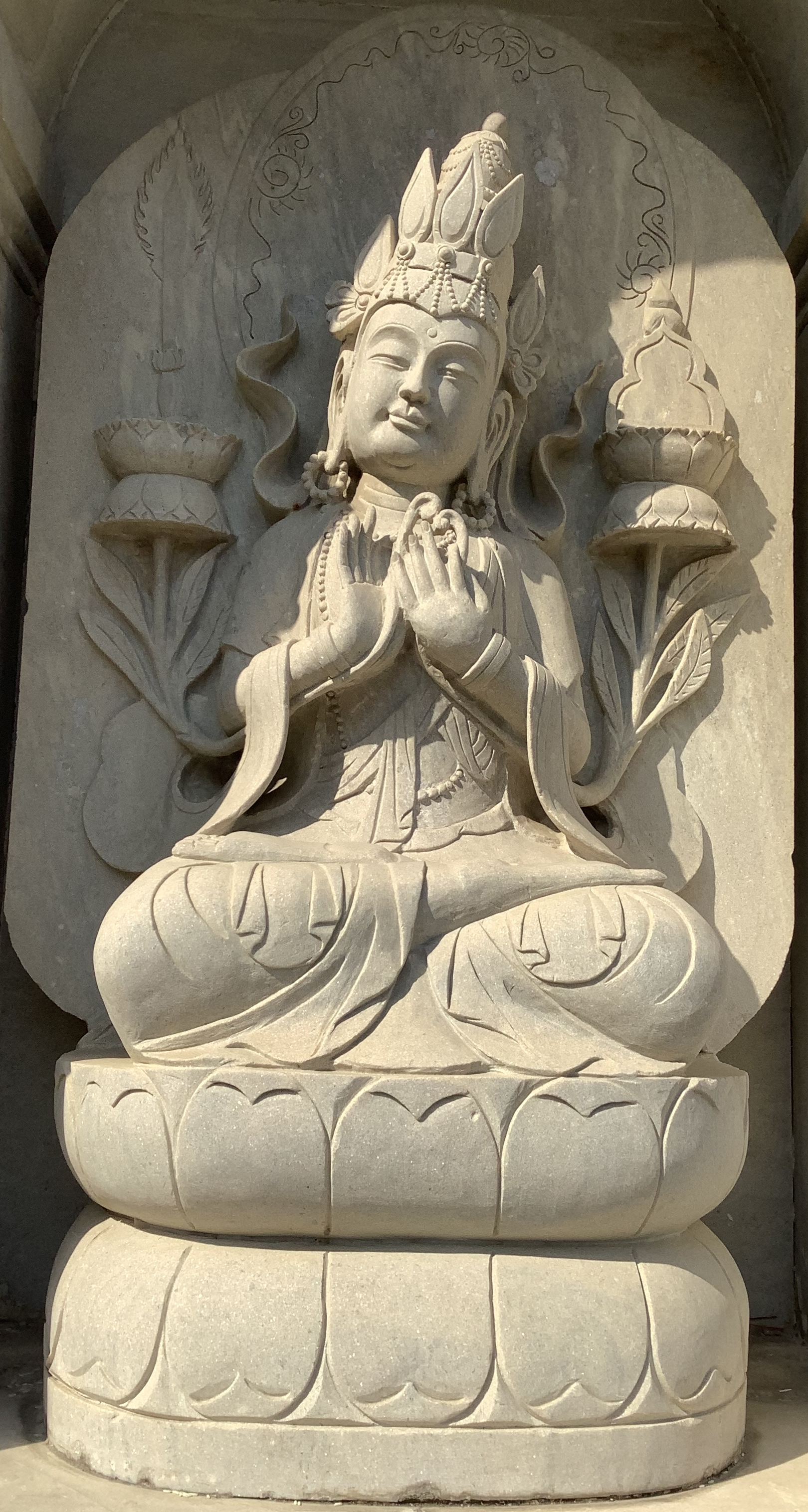
无垢文殊

## 文獻記載

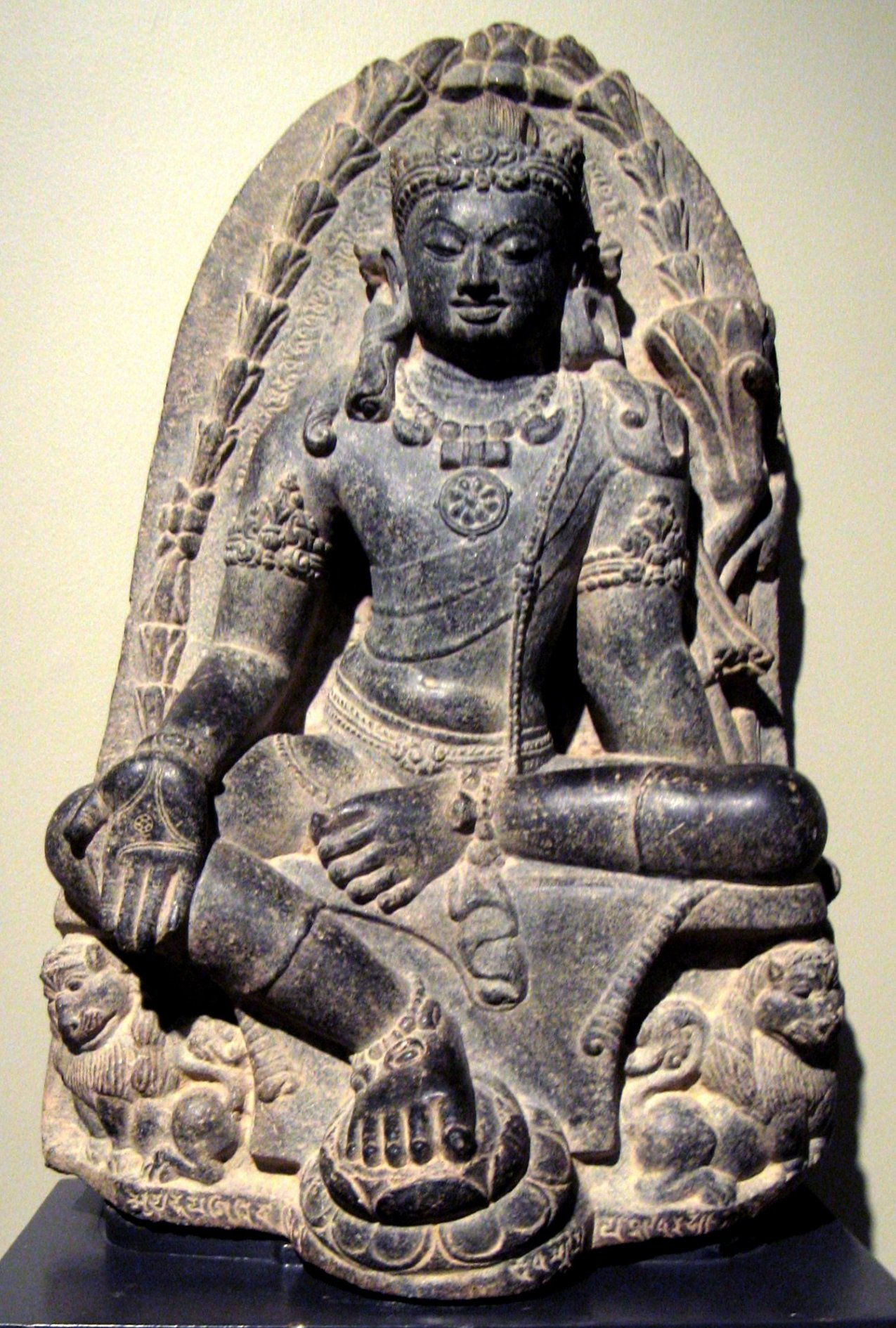
波羅王朝文殊菩薩像（檀香山藝術學院藏）

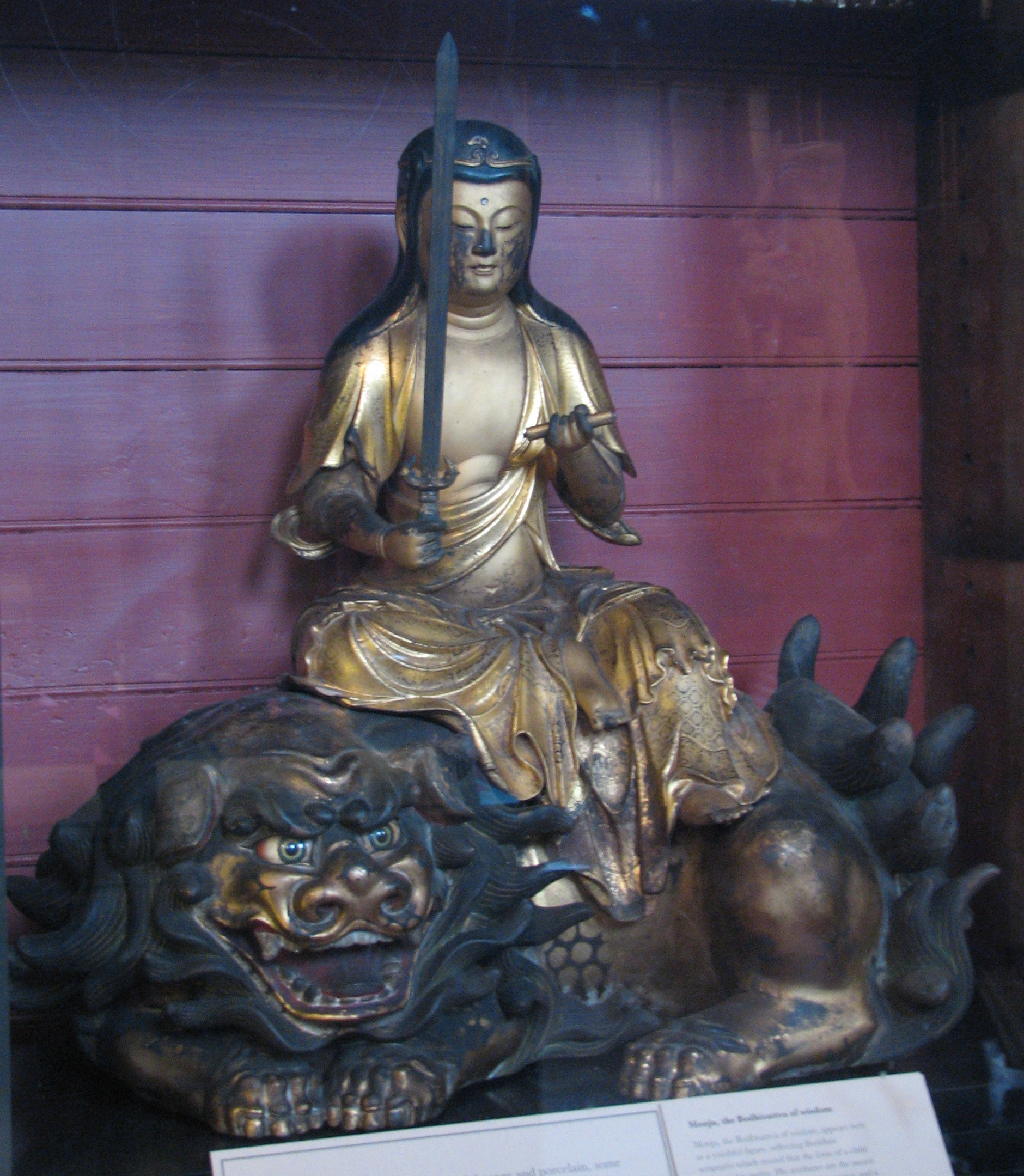
文殊菩薩像（大英博物館藏）

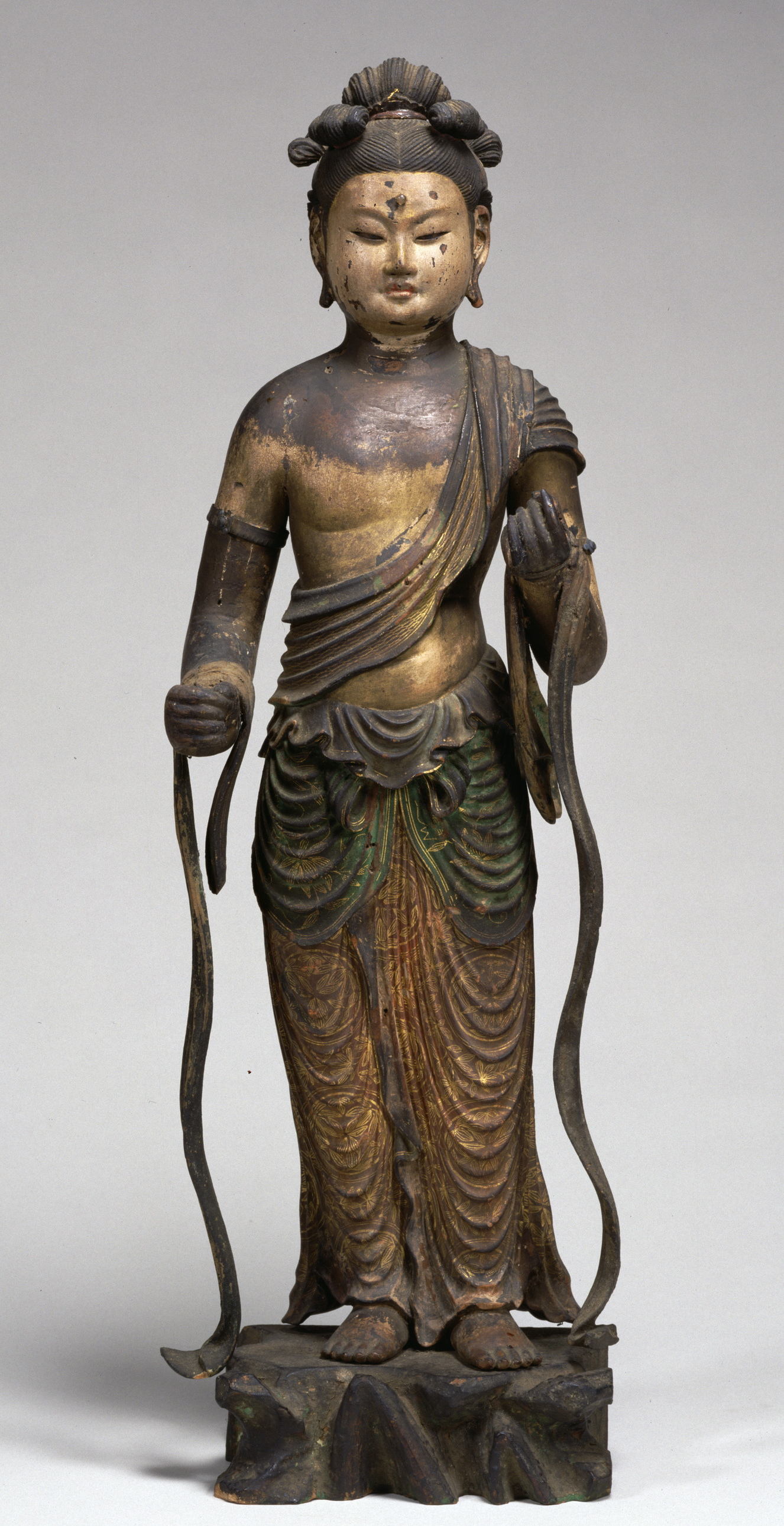
鎌倉時代文殊菩薩立像，13世紀，東京國立博物館藏

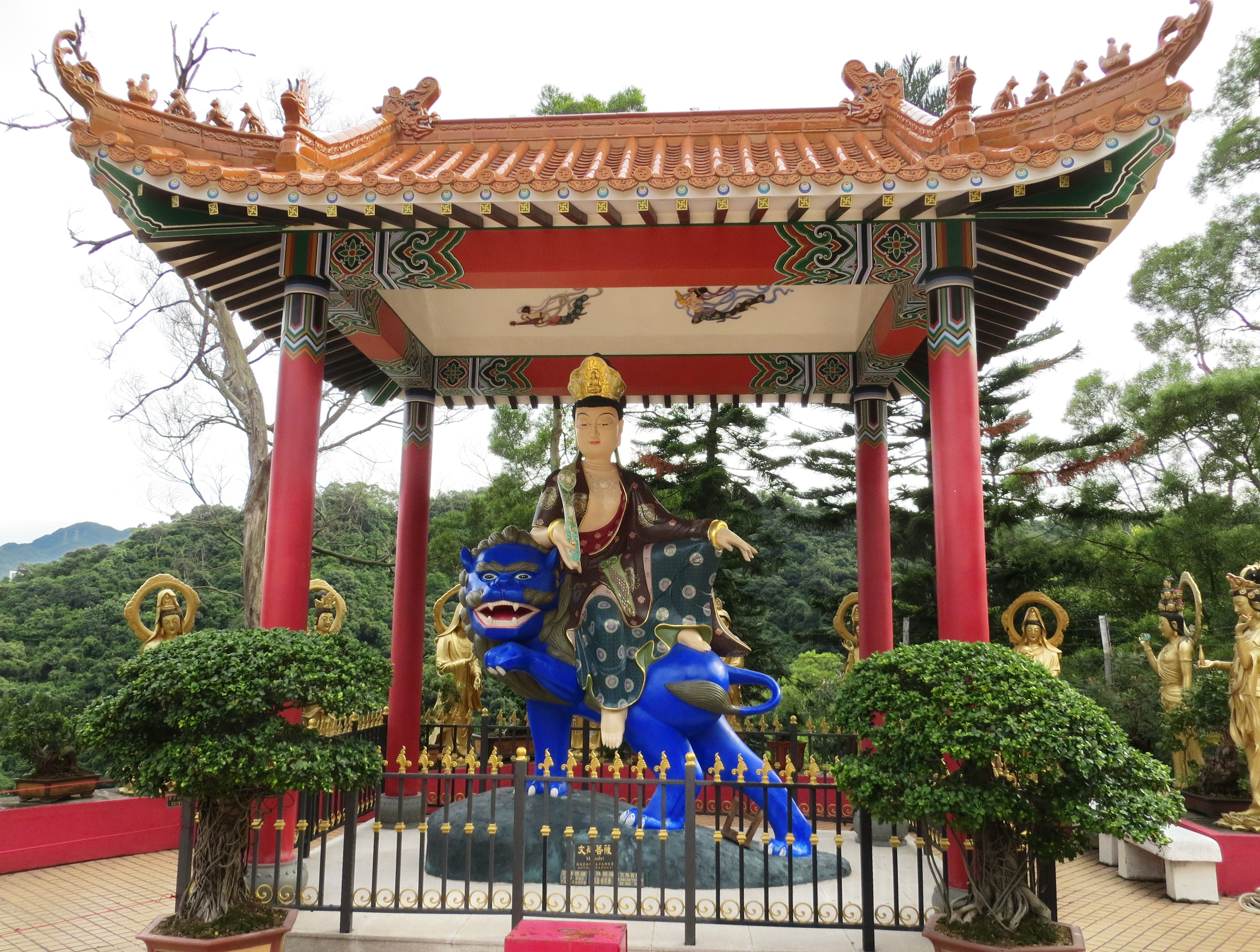
文殊菩薩駕乘獅子，手持如意。（香港萬佛寺）

文殊菩萨常在佛经中出现，且常以讯问者的身份请佛陀讲法。经中有不少单独介绍文殊菩萨的片段，且授记文殊菩萨会常住在中国的五臺山爲众生说法：
- 《首楞嚴三昧經》云：「過去久遠無量無邊阿僧祇劫，爾時有佛，號『龍種上如來』……過去無量無邊不可思議阿僧祇劫，爾時有佛，名龍種上如來，國名平等，乃至爾時平等世界，龍種上如來豈異人乎？即文殊師利法王子。」
- 《菩薩瓔珞經》曰：「過去無數阿僧祇劫有佛，名『大身如來』……剎號空寂，正於此處成無上等正覺……爾時大身如來，今文殊師利是。」
- 《大寶積經．文殊師利授記會》載：「此菩薩自往昔那由他阿僧祇劫以來，發十八種大願，嚴淨佛國，當來成佛，號為『普現如來』，其佛土在南方，號離塵垢心世界、無垢世界。」
- 《心地觀經》說：「三世覺母妙吉祥」。
- 《妙法蓮華經》序品：「往昔日月燈明佛，未出家時有八子，聞父出家成道，皆隨之出家。時有一菩薩名『妙光』，佛因之說法華經。佛入滅後，八子皆以妙光為師，妙光教化之使次第成佛，其最後之佛名『燃燈』，其妙光即文殊也。」可知，文殊師利居八代之首，燃燈佛為釋迦世尊之老師，故文殊師利菩薩乃釋迦如來九代之祖也。
- 《放钵經》曰：「今我得佛，皆是文殊師利之恩也；過去無央數諸佛，皆是文殊師利弟子；當來者亦是其威神力所致。譬如世間小兒有父母。文殊者佛道中父母也。」
- 《文殊師利法寶藏陀羅尼經》云：「爾時世尊告金剛密跡主菩薩言：『我滅度後，於此贍部洲東北方，有國名大振那（中国古名秦国之转译），其國中有山號曰五頂（即五臺山）。文殊師利童子遊行居止，為諸眾生於中說法。』」
- 《央掘魔羅經》：「爾時世尊告波斯匿王言：北方去此過四十二恆河沙剎，有國名常喜，佛名歡喜藏摩尼寶積如來，在世教化。（中略）彼如來者豈異人乎？文殊師利即是彼佛。」文殊師利菩薩就是摩尼寶積佛。全名南無歡喜藏摩尼寶積佛，此佛以無漏聖道之法寶積集莊嚴，成就佛道，故稱寶積佛。大智度論卷九（大二五·一二四中）：‘以無漏根力覺道等法寶集故，名爲寶積；（中略）應當出生時亦多諸寶物生，或地生、或天雨種種寶集故，名爲寶積。
- 《放缽經》：“今我得佛，有三十二相，八十種好，威神尊貴，度脫十方一切衆生者，皆文殊師利之恩，文殊師利本是我師。過去無央數諸佛，皆是文殊師利弟子，當來成佛者，亦是其威神勢力所致，譬如世間小兒有父母，文殊者，佛道中父母也。”

## 傳說
根據《斯瓦揚布往世說》所記載的傳說，現時的加德滿都谷地本來是一座名為「納格達哈」（梵語：Naga Dah，意為「蛇湖」）的大湖泊。後來文殊師利菩薩來到，用劍把湖的南面一座山峰劈開，把湖水及住在湖裡的大蛇瀉走，形成了今日的加德滿都谷地。文殊菩薩還以自己的名義在這裡建立了一座城，名為曼殊帕坦，就是今日的帕坦。而那個把湖水瀉走山峽，今日被稱為佐帕爾。
另傳說，預知釋迦牟尼佛將在藍毗尼園出世，而當時尼泊爾還是一片荒涼沼澤地，於是文殊菩薩慈悲為懷，不避艱辛，提前二十餘年，率領弟子數十人，至尼泊爾移山填沼建造城池，以迎接偉大佛陀降臨人間。尼泊尔斯瓦扬布纳特的猕猴是他头虱化身。
汉传佛教中，認山西五臺縣的五臺山為文殊菩萨道场。
清代時，滿洲統治者尚有另外一種身份—「文殊皇帝」，為清順治年間以降，西藏來書稱呼皇帝，乾隆皇帝甚至以文殊菩薩在世化身自詡，透過繪製一系列自身畫像，塑造其「文殊皇帝」的形象。

## 汉传佛教

### 文殊道場
八十卷本《華嚴經》曰：“東北方有處，名清涼山（五臺山），從昔以來，諸菩薩眾，於中止住，現有菩薩，名文殊師利，與其眷屬，諸菩薩眾，一萬人倶，常在其中，而演說法。”《文殊師利法寶藏陀羅尼經》云：「爾時世尊告金剛密跡主菩薩言：『我滅度後，於此贍部洲東北方，有國名大振那（中国古名秦国之转译），其國中有山號曰五頂（即五臺山）。文殊師利童子遊行居止，為諸眾生於中說法。』」對照經文，人們確定此五頂山、清涼山即是山西省五臺縣境內的五臺山，故此地被公認為文殊菩萨道场，並雄踞中國佛教四大名山之首。漢明帝時，攝摩騰及竺法蘭二聖僧來震旦，帝問：「此土豈有聖人居化耶？」曰：「清涼山為文殊大士所居。」故建伽藍，度僧居之。於中台有智慧燈，虔誠拜之，即現奇蹟。

### 閻浮化生
在《佛說文殊師利般涅槃經》中，佛告跋陀波羅：“此文殊師利有大慈悲，生舍衛國多羅聚落梵德婆羅門家。其生之時，家內屋宅化如蓮華，從母右肋出，身紫金色，墮地能語如天童子，有七寶蓋隨覆其上，詣諸仙人求出家法，諸婆羅門，九十五種諸論議師，無能酬對，唯於我所出家學道。……住首楞嚴定，以此三昧力，出現於十方，於佛滅度後，五千四百歲，於其本生處，示現入涅槃。”

### 贊頌詩歌
凈土宗第十三代祖師印光大師賦詩頌揚文殊菩薩曰：“文殊菩薩德難量，久成龍種上法王。因憐眾生迷自性，特輔釋迦振玄綱。為七佛師體莫測，作菩薩母用無方。常住寂光應眾感，萬川一月影咸彰。”

### 一行三昧
在《文殊師利所說摩訶般若波羅蜜經》中，文殊師利為了向大眾介紹“一行三昧”的修持方法，故請問釋迦佛世尊說法。言：“世尊，云何名一行三昧？”佛言：“法界一相，繫緣法界，是名一行三昧。若善男子、善女人，欲入一行三昧，當先聞般若波羅蜜，如說修學，然後能入一行三昧。如法界緣，不退不壞，不思議，無礙無相。善男子、善女人，欲入一行三昧，應處空閑，捨諸亂意，不取相貌，繫心一佛，專稱名字。隨佛方所，端身正向，能於一佛念念相續，即是念中，能見過去、未來、現在諸佛。何以故？念一佛功德無量無邊，亦與無量諸佛功德無二，不思議佛法等無分別，皆乘一如，成最正覺，悉具無量功德、無量辯才。如是入一行三昧者，盡知恒沙諸佛、法界，無差別相。阿難所聞佛法，得念總持，辯才智慧於聲聞中雖為最勝，猶住量數，則有限礙。若得一行三昧，諸經法門，一一分別，皆悉了知，決定無礙。晝夜常說，智慧辯才終不斷絕。”

### 日本佛教
文殊菩萨在日本佛教中亦有信仰，在真言宗、天台宗、日蓮宗、禪宗中被普遍供奉，也是“十三佛”之一。日本的核電廠研究設施文殊快中子增殖反應爐也以文殊菩薩命名。

### 引用
1. ↑  .   [2020-03-28]. （原始内容存档于2020-08-09）.
2. ↑  . 國立故宮博物院. 2022-09-24  [2023-06-13]. （原始内容存档于2023-04-10）.

### 來源
- 《文殊師利所說摩訶般若波羅蜜經》神龍居士序文
- 《佛學大辭典》，丁福保 編
- 《佛教勝地五臺山》叢書 六冊